# Promozione Sardegna 1973-1974
Nella stagione 1973-1974 la Promozione era il quinto livello del calcio italiano (il massimo livello regionale). Qui vi sono le statistiche relative al campionato in Sardegna.
Il campionato è strutturato in vari gironi all'italiana su base regionale, gestiti dai Comitati Regionali di competenza. Promozioni alla categoria superiore e retrocessioni in quella inferiore non erano sempre omogenee; erano quantificate all'inizio del campionato dal Comitato Regionale secondo le direttive stabilite dalla Lega Nazionale Dilettanti, ma flessibili, in relazione al numero delle società retrocesse dal Campionato Interregionale e perciò, a seconda delle varie situazioni regionali, la fine del campionato poteva avere degli spareggi sia di promozione che di retrocessione.

## Classifica finale
|  | Pos. | Squadra            | Pt | G  | V  | N  | P  | GF | GS | DR  |
|  | ---- | ------------------ | -- | -- | -- | -- | -- | -- | -- | --- |
|  | 1.   | Tharros            | 46 | 32 | 18 | 10 | 4  | 59 | 29 | +30 |
|  | 2.   | Sant'Elena         | 43 | 32 | 15 | 13 | 4  | 42 | 20 | +22 |
|  | 3.   | Ilvarsenal         | 41 | 32 | 17 | 7  | 8  | 35 | 25 | +10 |
|  | 4.   | Carbonia           | 36 | 32 | 11 | 14 | 7  | 47 | 41 | +6  |
|  | 5.   | Portotorres        | 35 | 32 | 12 | 11 | 9  | 50 | 35 | +15 |
|  | 6.   | Ozierese           | 33 | 32 | 10 | 13 | 9  | 33 | 34 | -1  |
|  | 7.   | Gennargentu Pacini | 31 | 32 | 10 | 11 | 11 | 30 | 30 | 0   |
|  | 8.   | Villacidro         | 30 | 32 | 7  | 16 | 9  | 34 | 32 | +2  |
|  | 9.   | Luisiana Arzachena | 30 | 32 | 7  | 16 | 9  | 27 | 34 | -7  |
|  | 10.  | Attilia            | 29 | 32 | 6  | 17 | 9  | 26 | 26 | 0   |
|  | 11.  | Oristanese         | 29 | 32 | 9  | 11 | 12 | 36 | 43 | -7  |
|  | 12.  | Sant'Antioco       | 29 | 32 | 7  | 15 | 10 | 24 | 33 | -9  |
|  | 13.  | Calangianus        | 29 | 32 | 8  | 13 | 11 | 21 | 35 | -14 |
|  | 14.  | Decimoputzu        | 28 | 32 | 7  | 14 | 11 | 22 | 29 | -7  |
|  | 15.  | Ferrini            | 28 | 32 | 8  | 12 | 12 | 23 | 32 | -9  |
|  | 16.  | Guspini            | 28 | 32 | 9  | 10 | 13 | 24 | 33 | -9  |
|  | 17.  | Macomer            | 19 | 32 | 5  | 9  | 18 | 16 | 44 | -28 |

- Errore di 6 reti nella differenza gol fatti/gol subiti.
- Tharros promossa in Serie D.Macomer retrocesso in 1 categoria.